# Conti di Montone
La linea dei Conti di Montone fu inaugurata a partire dal 28 agosto 1414 dall' Antipapa Giovanni XXIII, che innalzò il territorio del comune di Montone a contea, e lo donò a Braccio da Montone, famoso condottiero italiano; riconosciuto il nuovo Papa (Martino V) come legittimo, e morto Braccio nel 1424, il pontefice rinnovò l'investitura nei confronti di Carlo da Montone, figlio Di Braccio.
Passata fino al 1519 sotto la giurisdizione della Chiesa, la contea fu donata da Leone X a Vitello Vitelli, esponente della famiglia Vitelli di Città di Castello, la quale famiglia conservo il feudo per molti anni ancora, anche se più volte si trovarono più esponenti a dividere la stessa carica.

## Conti vitelleschi di Montone

Stemma della famiglia Vitelli

- Vitello Vitelli, dal 1519 al 1528.[3]
- Chiappino II Vitelli, dal 1530 al 1534.[3]
- Camillo II Vitelli, dal 1534 al 1540.[3]
- Alessandro Vitelli ,dal 1540 al 1544.[3]
- Camillo II Vitelli e Alessandro Vitelli ,dal 1544 al 1546.[3]
- Angela de' Rossi (moglie di Alessandro ) ,dal 1546 al 1547.[3]
- Camillo II Vitelli, dal 1547 al 1550.[3]
- Camillo II Vitelli e Ferrante Vitelli, dal 1550 al 1558.[3]
- Vitellozzo Vitelli, dal 1558 al 1566.[3]
- Ferrante Vitelli, dal 1566 al 1567.[3]
- Ferrante Vitelli e Vincenzo Vitelli, dal 1567 al 1572.[3]
- Paolo II Vitelli e Chiappino II Vitelli, dal 1572 al 1573.[3]

A questo punto,nel 1573 Montone passò nuovamente nelle mani del Papa, che cedette la città nuovamente in favore dei Vitelli. La linea di successione fu così configurata:
- Virginia Savelli Vitelli, moglie di Giovanni Vincenzo Vitelli, dal 1598 al 1634.[3]
- Chiappino III Vitelli, dal 1634 al 1646.[3]

Con la morte di Chiappino III senza eredi, la contea venne totalmente assorbita dallo Stato della Chiesa.